# Carlos de Beaumont
Carlos de Beaumont (n. 1361- Olite, 29 de junio de 1432) fue un noble nombrado alférez de Navarra, castellano de San Juan de Pie de Puerto (Ultrapuertos) y señor de Asiáin además de ricohombre.  

## Biografía
Hijo ilegítimo del infante Luis de Navarra, lugarteniente del reino de Navarra y conde de Beaumont-le-Roger desde 1343, y de María García de Lizarazu.
Su tío, el monarca Carlos II de Navarra, lo nombró alférez del Reino de Navarra (29 de julio de 1379), castellano de San Juan de Pie de Puerto (1380) y señor de Asiáin (30 de diciembre de 1381).
Realizó importantes negociaciones ante las cortes de Francia e Inglaterra, prestando servicios ante Ricardo II de Inglaterra y Enrique IV de Inglaterra (como fue la devolución de la plaza de Cherburgo), así como el gobierno de Sola y Labort. En atención al excelente cumplimiento de  todas estas tareas su primo Carlos III premiará su labor con el señorío de San Martín de Unx y Beire, al mismo tiempo que lo eleva a la categoría de ricohombre de Navarra.
A la muerte de su tío Carlos II, por expreso deseo suyo, desempeñó la regencia junto con García de Eugui y el obispo de Pamplona Martín de Zalba hasta la llegada desde Castilla del heredero, Carlos III.
Se casó en primeras nupcias con María Jiménez de Urrea, tuvo dos hijos, Carlos y Juana. Se volvió a casar en segundas nupcias con Ana de Curton (1407), con la que tuvo seis hijos, Luis de Beaumont y Curton, Juan, Margarita, Blanca, Catalina y Clara. Además tuvo cinco hijos ilegítimos.

## Matrimonio y descendencia
De su primer matrimonio (c. 1396) con María Jiménez de Urrea, hija de Juan Jiménez de Urrea, caballero y ricohombre de Aragón, señor de Atroxillo y Alcalatren. De este enlace nacieron: 
- Carlos
- Juana.

De su segundo matrimonio (1407) con Ana de Curton, hija de Arnaldo, señor de Curton, cerca de Burdeos, y Juana de Albret, señora de Guiche en Labort. De este enlace nacieron:
- Luis, futuro I Conde de Lerín;[8]
- Juan, futuro prior de Navarra de la Orden del Hospital de San Juan de Jerusalén y tutor de Carlos de Viana;[9]
- Margarita.
- Blanca.
- Catalina.
- Clara.

Tuvo además cinco hijos ilegítimos, entre ellos otro varón llamado también Carlos.